# Дуб звичайний 500 років
Дуб звича́йний 500 ро́ків — ботанічна пам'ятка природи місцевого значення в Україні. Розташована в межах Володимирського району Волинської області, в селі Овадне, вул. Покровська, 51.
Площа 0,01 га. Статус надано згідно з рішенням Волинського облвиконкому від 29.09.1975 року № 393-р. Перебуває у віданні Оваднівської сільської територіальної громади.
Створена з метою збереження дуба звичайного. Вік дерева бл. 500 років, висота 25 м, діаметр стовбура 2,8 м.
З метою збереження дерева, його вичистили від гнилі, залили дуплище клеєм, піском, керамзитом і цементом, повідрізали сухі гілки. Всі отвори ззовні замурували цеглою й закріпили стовбур тросом до сусідніх дерев.

## Галерея

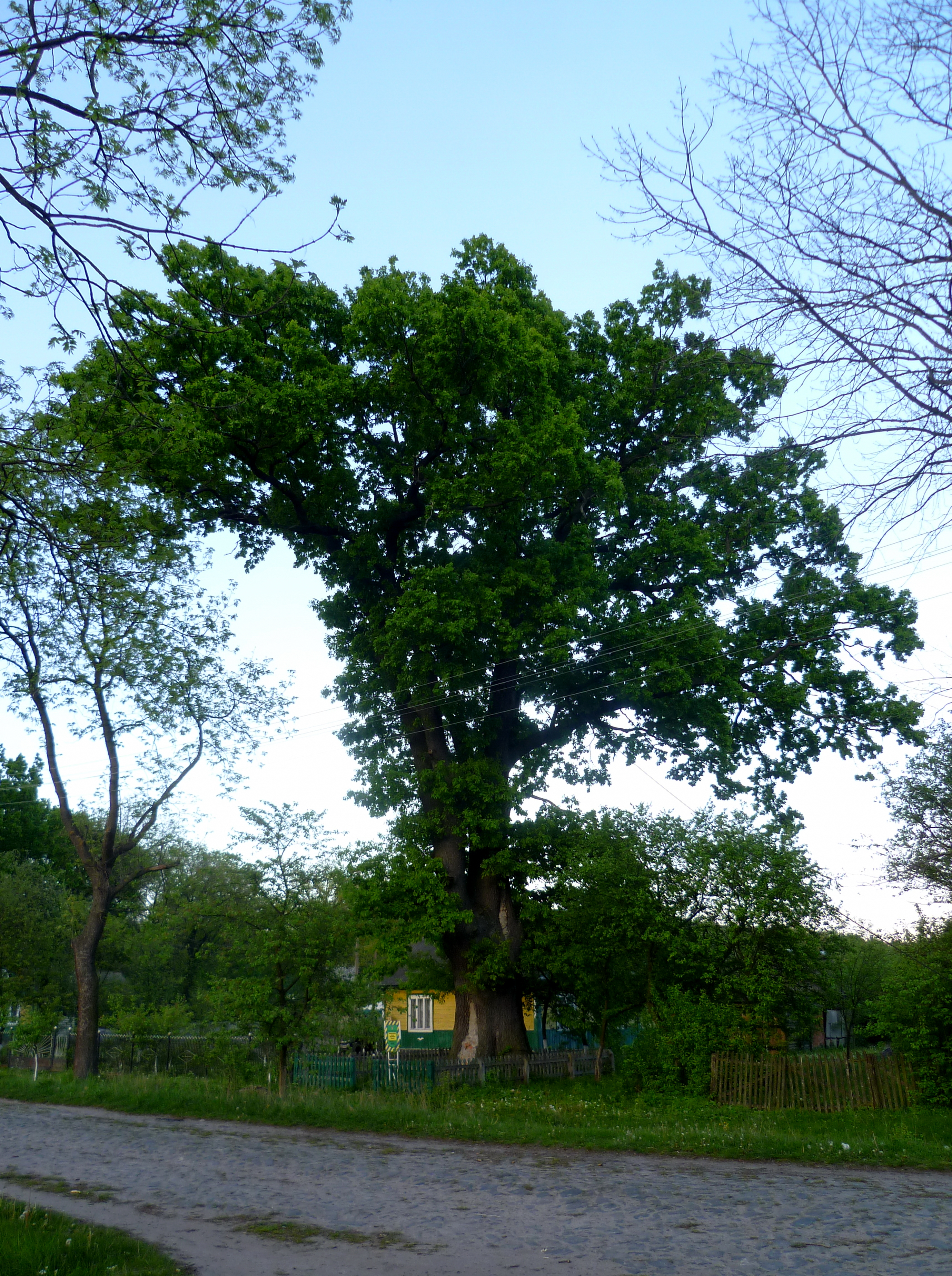
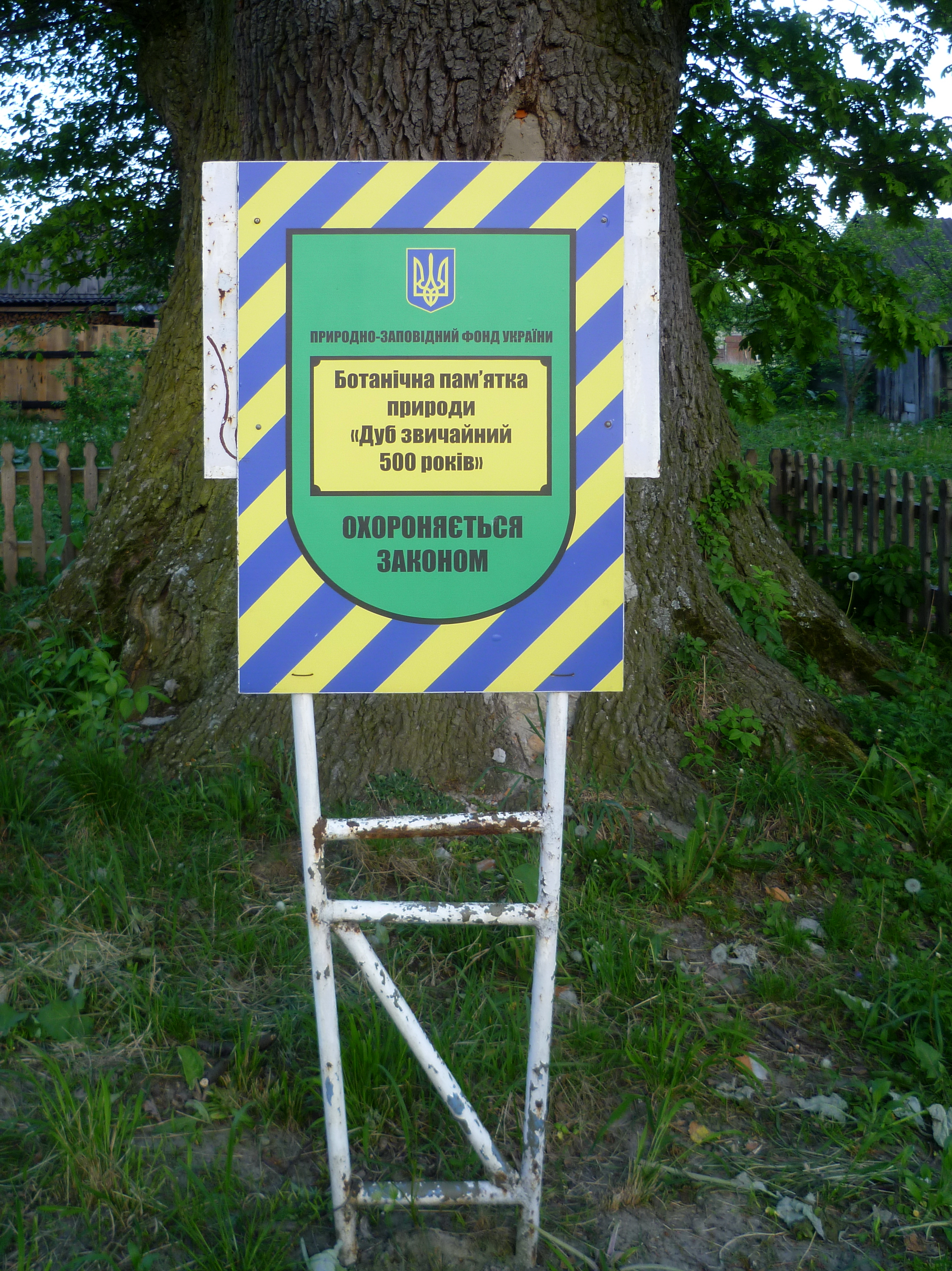